# Die persischen Qanate
Die persischen Qanate  ist eine von der UNESCO gelistete Stätte des Weltkulturerbes im Iran. Die serielle Welterbestätte umfasst elf Qanate, die zur Zuleitung von Trink- und Nutzwasser aus dem Grundwasser höher gelegener Regionen dienen.

## Hintergrund

Prinzipieller Aufbau eines Qanats

Das System der Wassergewinnung durch Qanate wurde vor mehreren tausend Jahren im Gebiet des Iran entwickelt und breitete sich von dort aus weiter aus. Qanate finden sich vor allem bei Siedlungen, die in der Nähe relativ niederschlagsreicher Berge liegen. Das beispielsweise durch Steigungsregen niedergehende Wasser versickert und sammelt sich in einem Grundwasserleiter. Im Bereich der Siedlung liegt der Grundwasserleiter oft zu tief unter der Oberfläche, um mit Brunnen Wasser daraus zu gewinnen.
Daher wird Wasser weiter oben am Hang dem Grundwasserleiter entnommen und über einen unterirdischen Qanat-Kanal, der ein wesentlich geringeres Gefälle als der Hang und der Grundwasserleiter hat, in die Siedlung geleitet. Durch sein geringes Gefälle tritt der Qanat-Kanal an einer Stelle aus dem Hang aus, und das Wasser kann dort zur Wasserversorgung der Siedlung oder zur Bewässerung von Feldern abgezapft werden. Vertikale Zugangsschächte dienten zunächst dem Bau des Kanals und dann auch zu dessen Wartung und Reinigung. Durch die unterirdische Führung des Kanals ist der Wasserverlust durch Verdunstung verringert, was vor allem in heißen, trockenen Gebieten von Vorteil ist.

## Einschreibung
Die persischen Qanate wurden 2016 aufgrund eines Beschlusses der 40. Sitzung des Welterbekomitees in die Liste des UNESCO-Welterbes eingetragen. Die elf für das Welterbe ausgewählten Qanate mit ihren jeweiligen Quellen und Strukturen verdeutlichen die Vielfalt der verwendeten Techniken und die Varianz der Kanalsysteme hinsichtlich ihrer geografischen Verteilung, Länge und Entstehungszeit. Einige der Strukturen sind darüber hinaus von besonderer Bedeutung aufgrund ihrer Verbindung mit bestimmten Ritualen oder religiösen Strömungen, so beispielsweise im Falle der Qanate Ebrahim Abad und Mozd Abad. Die Eintragung erfolgte aufgrund der Kriterien (iii) und (iv).

„(iii): Das persische Qanat-System ist ein außergewöhnliches Zeugnis für die Tradition der Wasserversorgung von Trockengebieten zur Unterstützung von Siedlungen. Die technologischen und kommunalen Errungenschaften der Qanate spielen eine wichtige Rolle bei der Bildung verschiedener Zivilisationen. Ihre entscheidende Bedeutung für das größere Trockengebiet drückt sich im Namen des Wüstenplateaus des Iran aus, das als ‚Qanat-Zivilisation‘ bezeichnet wird. Die Ausbreitung von Primärsiedlungen auf Schwemmfächern des inneren Plateaus und der Wüsten des Iran ist unmittelbar mit dem Verteilungsmuster des Qanat-Systems im ganzen Land verbunden. Das System stellt auch eine außergewöhnlich lebendige kulturelle Tradition der kommunalen Bewirtschaftung der Wasserressourcen dar.
(iv): Das persische Qanat-System ist ein herausragendes Beispiel für ein technologisches Ensemble, das bedeutende Etappen in der Geschichte der menschlichen Besiedlung von ariden und semi-ariden Regionen illustriert. Basierend auf komplexen Berechnungen und außergewöhnlichen architektonischen Qualitäten wurde das Wasser allein durch Schwerkraft über weite Strecken gesammelt und transportiert, und diese Transportsysteme wurden über Jahrhunderte und teilweise Jahrtausende aufrechterhalten. Das Qanat-System ermöglichte Siedlungen und Landwirtschaft, inspirierte aber auch zur Schaffung eines wüstenspezifischen Architektur- und Landschaftsstils, der nicht nur die Qanats selbst, sondern auch die damit verbundenen Strukturen wie Wasserreservoirs, Mühlen, Bewässerungssysteme und Gärten einbezieht.“

## Umfang
Die Welterbestätte umfasst elf voneinander getrennte Areale. Diese haben insgesamt einen Schutzbereich von 14.565 ha. Die einzelnen Schutzbereiche sind von Pufferzonen umgeben, die insgesamt eine Fläche von 355.249 ha haben.
| Ref.-Nr. | Bezeichnung              | Lage                                             | Schutzbereich | Pufferzone |
| -------- | ------------------------ | ------------------------------------------------ | ------------- | ---------- |
| 1506-001 | Qasabeh-Qanat            | Gonabad Provinz Razavi-Chorasan (Geokoordinaten) | 4.492 ha      | 25.805 ha  |
| 1506-002 | Qanat von Baladeh        | Eslamiyeh Provinz Süd-Chorasan (Geokoordinaten)  | 2.757 ha      | 19.321 ha  |
| 1506-003 | Qanat von Zārtsch        | Zārtsch Provinz Yazd (Geokoordinaten)            | 3.984 ha      | 125.162 ha |
| 1506-004 | Hasam-Abade-Moshir-Qanat |                                                  | 2.759 ha      | 121.662 ha |
| 1506-005 | Ebrahim-Abad-Qanat       |                                                  | 1.238 ha      | 23.655 ha  |
| 1506-006 | Qanat von Vazvan         |                                                  | 5 ha          | 29.631 ha  |
| 1506-007 | Mozd-Abad-Qanat          |                                                  | 3.636 ha      | 29.631 ha  |
| 1506-008 | Qanat des Mondes         | Ardestān Provinz Isfahan (Geokoordinaten)        | 5 ha          | 3.047 ha   |
| 1506-009 | Qanat von Gohariz        | Dschupār Provinz Kerman (Geokoordinaten)         | 151 ha        | 2.980 ha   |
| 1506-010 | Ghasem-Abad-Qanat        |                                                  | 15 ha         | 80 ha      |
| 1506-011 | Akbar-Abad-Qanat         |                                                  | 15 ha         | 80 ha      |
| Summen:  | Summen:                  | Summen:                                          | 14.565 ha     | 355.249 ha |